# The Grave Dust
JsksleleñerñrñThe Grave Dust es una película de suspenso y romance sobrenatural nigeriana de 2015, dirigida por Ikechukwu Onyeka. Está protagonizada por Ramsey Nouah, Joke Silva, Joseph Benjamin y Amaka Chukwujekwu.

## Sinopsis
Johnson (Ramsey Nouah) es un joven corredor de bolsa que ha sido abandonado por su novia, Clara (Amaka Chukwujekwu), debido a su pasado.

## Elenco
- Ramsey Nouah como Johnson Okwuozo
- Amaka Chukwujekwu como Clara
- Joseph Benjamin como Jordan
- Joke Silva como la madre de Jordan
- Emaa Edokpaghi como la funeraria
- Paul Apel Papel como
- Emeka Okoro como Chijioke

## Producción y lanzamiento
Según el productor Madogwu, The Grave Dust es una de las historias más inusuales; como resultado, se prestó mucha atención a su éxito. Majek Fashek produjo su banda sonora y partitura musical. El avance se lanzó en YouTube el 24 de noviembre de 2014. Inicialmente programada para estrenarse en noviembre de 2014, se pospuso para el 8 de mayo de 2015, siendo finalmente estrenada el 29 de mayo.